# Józef Baran

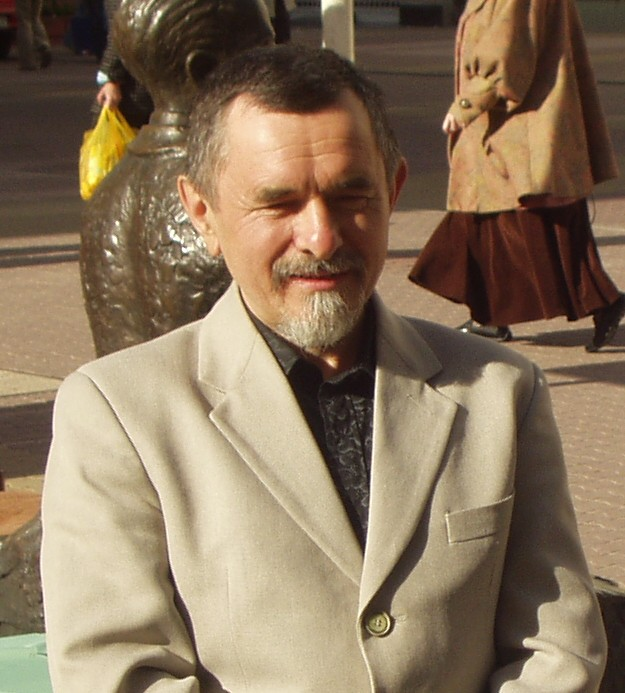
Józef Baran, 2005

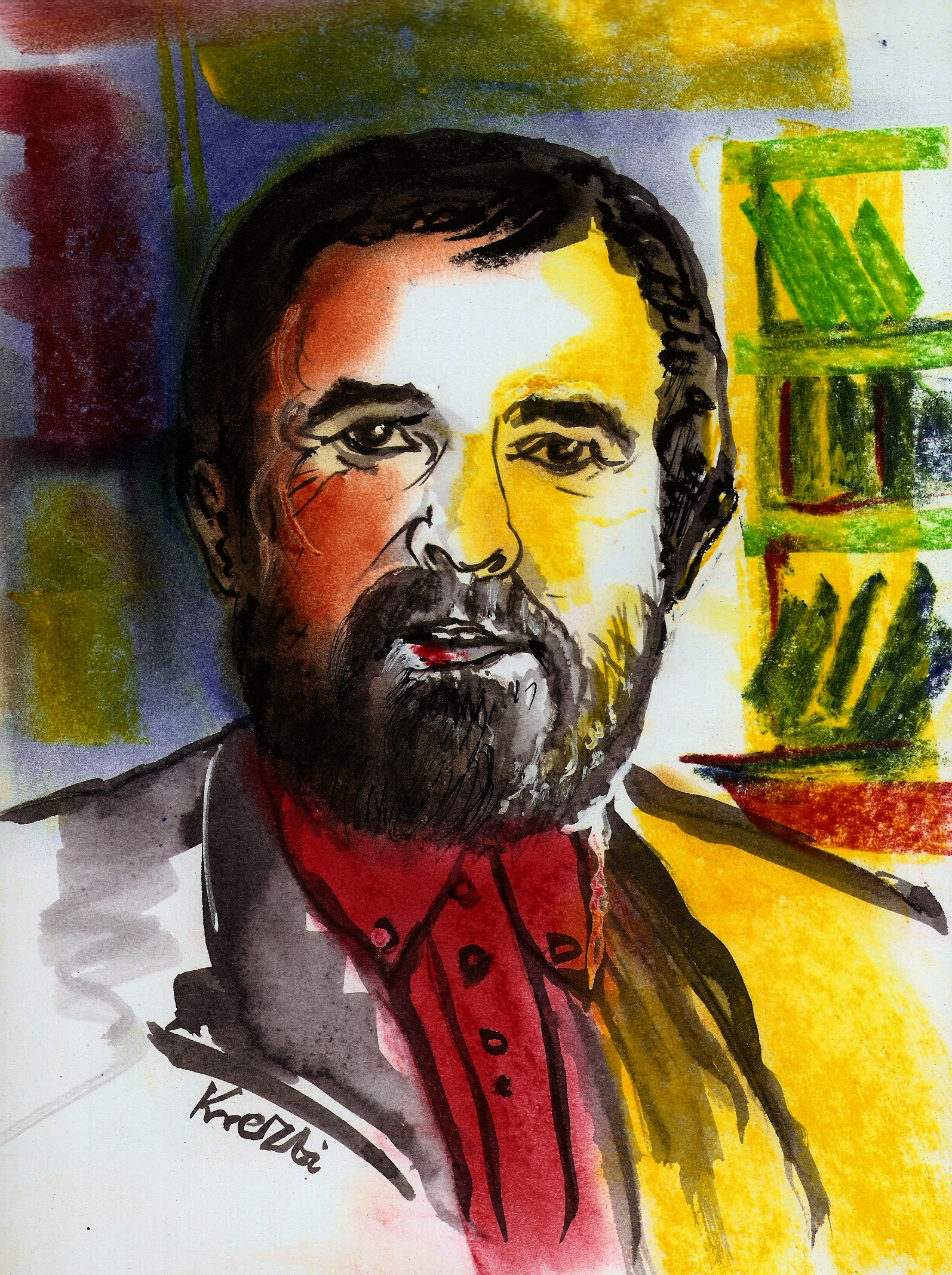
Zeichnung von Józef Baran

Józef Baran (* 17. Januar 1947 in Borzęcin) ist ein polnischer Lyriker, wohnhaft in Krakau.

## Leben
Baran schloss 1963 zunächst die Berufsschule für Bergbau in Jaworzno und 1966 das Technikum für Bergbau in Wałbrzych ab. Anschließend absolvierte er ein einjähriges Praktikum in der Kopalnia Węgla Kamiennego Victoria ab. An der Pädagogischen Hochschule in Krakau studierte er von 1967 bis 1969 und gehörte in dieser Zeit der Literatengruppe Teraz an. Er debütierte 1969 mit den Gedichten Dom und Siedem pustych kłosów im Wochenalmanach Życie Literackie. Nach dem Studium unterrichtete er von 1969 bis 1975 an Grundschulen in Orzechynia, Olszyny und Skawina. Daneben studierte er von 1971 bis 1975 Polonistik an der Pädagogischen Hochschule in Krakau und erwarb dort den Magister. Seit 1975 arbeitete als Publizist für die Krakauer Zeitschrift Wieści und übernahm später die Redaktion des Kulturteils. In den Verband der Polnischen Literaten wurde er 1976 aufgenommen. Für die Zeitschrift Źródła arbeitete er von 1985 bis 1986. Seit 1987 ist er Mitglied der Verlags Miniatura. In den Verein der Polnischen Schriftsteller wurde er 1989 aufgenommen. 1991 war er Stipendiat des Svenska Institutet in Stockholm. 2000 nahm er mit Bogusław Żurakowski und Dariusz Tomasz Lebioda an dem Treffen mit den drei amerikanischen Dichtern Stanley Kunitz, Gerald Stern und Henry S. Taylor in der UN in New York teil. Beim 21. Weltkongress der Dichter in Sydney 2001 repräsentierte er Polen. Er schreibt für die Krakauer Zeitung Dziennik Polski.

## Werk
Seine Poesie, schrieb Artur Sandauer über ihn, treffe „direkt ins Herz der einfachen Menschen“. Seine Gedichte gehörten zum polnischen Schulstoff. Barans Texte sind in vielen internationalen Anthologien publiziert. Viele seiner Gedicht bildeten Vorlagen für Chansons, zum Beispiel für Interpreten wie Stare Dobre Małżeństwo, Elżbieta Adamiak, Hanna Banaszak, Krzysztof Myszkowski und Andrzej Zarycki. Übersetzt wurden die Gedichte in verschiedene Sprachen, z. B. ins Englische, Hebräische, Deutsche, Tschechische, Russische, Schwedische und Spanische.

## Gedichtbände
- Spotkanie – Begegnung – Kraków, Oficyna Konfraterni Poetów – 2003 (Übersetzung ins Deutsche von Henryk Bereska)
- Nasze najszczersze rozmowy: Gedichte – Kraków, Wydawnictwo Literackie, 1974
- Dopóki jeszcze: Gedichte – Warszawa, Ludowa Spółdzielnia Wydawnicza, 1976
- Na tyłach świata: Gedichte – Kraków, Wydawnictwo Literackie, 1977
- W błysku zapałki: Gedichte – Warschau, Ludowa Spółdzielnia Wydawnicza, 1979
- Wiersze wybrane / Ausgewählte Gedichte – Warszawa, Ludowa Spółdzielnia Wydawnicza, 1984
- Pędy i pęta: Gedichte – Kraków, Wydawnictwo Literackie, 1984
- Autor! Autor!: rozmowy z ludźmi pióra i palety. – Warszawa, Ludowa Spółdzielnia Wydawnicza, 1986
- Skarga: Gedichte – Szczecin, Glob, 1988
- Czułość: Gedichte – Kraków, Miniatura, 1988, 1989
- Wiersze wybrane/Ausgewählte Gedichte – Kraków, Miniatura, 1990
- Śnił mi się Artur Sandauer/Mir träumte von Artur Sandauer: Gespräche und Erinnerungen – Kraków, Jüdisches Kulturzentrum in Kazimierz, Hereditas Polono – Judaica, 1992
- Pacierz Szwejka: Gedichte – Kraków, Miniatura, 1992
- Mała kosmogonia: Gedichte – Kraków, Miniatura, 1994
- 115 wierszy / 115 Gedichte: Gedichte aus den Jahren 1985–1993 – Tarnów, Comdruk, 1994
- Zielnik miłosny: Gedichte – Oficyna Konfraterni Poetów, Kraków – Jawor, 1995
- Zielnik miłosny: Gedichte – wyd. II, Konfraterania Poetów, 1996
- Epifania słoneczna: Gedichte – Poznań, Arka, 1997
- Majowe zaklęcie: Gedichte – Kraków, Wydawnictwo Baran i Suszczyński, 1997
- Pod zielonym drzewem życia: Gedichte – in der Reihe Poeci Krakowa, Kraków, Śródmiejski Ośrodek Kultury w Krakowie, 2000
- Dolina ludzi spokojnych (mit Fotografien von Jakub Ciećkiewicz) – Tarnów, Biblos, 2001
- Dom z otwartymi ścianami – Warszawa, Nowy Świat, 2001
- Najdłuższa podróż – Warszawa, Nowy świat, 2002
- A wody płyną i płyną – Toruń, Wyd. Adam Marszałek, 2004
- Koncert dla nosorożca – dziennik poety z przełomu wieków – Poznań, Zysk i S-ka, 2005
- Zielnik miłosny i inne liryki – Poznań, Zysk i S-ka, 2005
- Hymn poranny –  London Publishing Br@ndBook, 2006
- Tragarze wyobraźni – Rzeszów, Podkarpacki Instytut Książki i Marketingu, 2006
- Taniec z ziemia – Poznań, Zysk i S-ka, 2006
- Rondo. Wiersze z lat 2006-2009 / Rondo. Gedichte aus den Jahren 2006-2009 – Poznań, Zysk i S-ka, 2009
- Podróże z tej i nie z tej ziemi – Schnappschuss aus 6 Kontinenten – Poznań, Zysk i S-ka, 2010
- Borzęcin. Poezja i proza Józefa Barana – Gminna Biblioteka Publiczna w Borzęcinie, 2014[4]

## Preise
- 1975 – Bursa-Preis für den besten Debütband („Nasze najszczersze rozmowy“)
- 1977 – Stanisława Piętaka-Preis für den Band „Dopóki jeszcze“
- 1980 – Kościelski-Preis für „W błysku zapałki“
- 1984 – Nagroda Funduszu Literatury für den besten Lyrikband des Jahres („Pedy i peta“)
- 1992 – Doroczna Nagroda der Wojewodschaft Kleinpolen
- 2001 – Krakauer Buch des Monats – Februar 2001 – für das Buch „Dom z otwartymi ścianami“
- 2001 – Auszeichnung des Pen West in Los Angeles für den zweisprachigen Gedichtband „W błysku. In a Flash“ (Übersetzung: J. A. Gregorek)
- 2002 – Władysław-Orkana-Preis
- 2004 – Kunstpreis der Stadt Krakau